# Libellulosoma
Libellulosoma là một chi chuồn chuồn ngô thuộc họ Corduliidae. Nó gồm các loài:
- Libellulosoma minuta